# Alejandro Kenig
Alejandro Martín Kenig (Mar del Plata, Argentina, 31 de enero de 1969) es un exfutbolista y entrenador argentino. Jugaba de delantero y su primer club fue el Club Deportivo Español de Buenos Aires. Jugó en varios clubes, principalmente de Argentina y Sudamérica. Actualmente dirige al Atlético Daule de la Segunda Categoría de Ecuador.

## Carrera
Comenzó su carrera en 1989 jugando para Deportivo Español en Argentina. Tras retirarse del fútbol profesional se dedicó a otros asuntos, como ser empresario de futbolistas. En 2007 ganó un Reality Show de supervivencia en República Dominicana.
También fue detenido en agosto de 2019 por estar vinculado a una banda que se dedicaba al robo y contrabando de vehículos automotores. Luego de ser trasladado a Córdoba por pedido de la Justicia Cordobesa que investigaba en simultáneo una supuesta asociación ilícita con base en la misma provincia, su nuevo abogado penalista, José Manuel Fiz Chapero, lo deslinda de cualquier responsabilidad penal que pudiese tener Kenig en la causa conocida como - Operación Leyenda -. Llamada así por leyendas del deporte a nivel internacional.

## Clubes
| Club                 | País      | Año       |
| -------------------- | --------- | --------- |
| Deportivo Español    | Argentina | 1989      |
| Maccabi Tel Aviv     | Israel    | 1990      |
| Talleres de Córdoba  | Argentina | 1990      |
| Deportivo Español    | Argentina | 1991      |
| Universidad Católica | Chile     | 1992      |
| Talleres de Córdoba  | Argentina | 1992-1993 |
| Deportivo Cali       | Colombia  | 1993      |
| Bolívar              | Bolivia   | 1994      |
| Platense             | Argentina | 1994      |
| Coquimbo Unido       | Chile     | 1995-1996 |
| Atlético Tucumán     | Argentina | 1996      |
| Hakoah Ramat Gan     | Israel    | 1997      |
| Deportivo Cuenca     | Ecuador   | 1998      |
| Olimpia              | Honduras  | 1999      |
| Deportivo Quito      | Ecuador   | 1999      |
| Emelec               | Ecuador   | 2000      |
| Deportivo Quito      | Ecuador   | 2001      |
| Liga de Quito        | Ecuador   | 2001      |
| Emelec               | Ecuador   | 2002      |